# Chmelná
Chmelná település Csehországban, a Benešovi járásban. Chmelná Čechtice, Miřetice, Pravonín, Kuňovice és Borovnice településekkel határos. Lakosainak száma 153 fő (2024. január 1.).

## Népesség
A település lakosságának változását az alábbi diagram mutatja:
| Lakosok száma | 204  | 176  | 187  | 118  | 110  | 110  | 145  | 142  | 149  | 153  |
|               | 1869 | 1890 | 1921 | 1950 | 1980 | 2001 | 2017 | 2019 | 2022 | 2024 |